# کارالار (بسنی)
کارالار (به ترکی استانبولی: Karalar) یک منطقهٔ مسکونی در ترکیه است که در بسنی واقع شده‌است.